# Murūd
Murūd är en ort i Indien.   Den ligger i distriktet Ratnagiri och delstaten Maharashtra, i den sydvästra delen av landet, 1 300 km söder om huvudstaden New Delhi. Murūd ligger 15 meter över havet och antalet invånare är 12 551.
Terrängen runt Murūd är kuperad åt nordost. Havet är nära Murūd åt sydväst. Runt Murūd är det ganska tätbefolkat, med 230 invånare per kvadratkilometer. Murūd är det största samhället i trakten.